# リボヌクレアーゼM5
リボヌクレアーゼM5(Ribonuclease M5、EC 3.1.26.8)は、以下の化学反応を触媒する酵素である。
RNAをエンドヌクレアーゼ的に切断し、5S-rRNA前駆体のそれぞれ5'末端と3'末端に位置する21番目と42番目のヌクレオチドを除去する。
この酵素は、枯草菌の5S-rRNA前駆体を5S-rRNAに変換する。